# Dangerous Liaisons
Dangerous Liaisons (Las amistades peligrosas en España, Relaciones peligrosas en Hispanoamérica) es una película estadounidense del año 1988 dirigida por el inglés Stephen Frears, adaptación de la obra de teatro de Christopher Hampton que es, a su vez, una adaptación de la novela epistolar del siglo XVIII Las amistades peligrosas, del francés Pierre Choderlos de Laclos. 
En 1959, el director Roger Vadim había realizado la primera adaptación cinematográfica de la novela, con el título Les Liaisons dangereuses 1960, protagonizada por Jeanne Moreau y Gerard Philipe. Luego se realizaron otras adaptaciones cinematográficas y televisivas e incluso una ópera (The Dangerous Lia,isons), de Conrad Susa, estrenada en San Francisco en 1994.

## Argumento
En la decadente Francia dieciochesca prerrevolucionaria, sucede esta historia de intrigas y ambiciones entre la nobleza. La marquesa de Merteuil (Glenn Close) es abandonada por su amante, para casarse con la virginal e ingenua Cécile de Volanges (Uma Thurman), la hija de su prima Madame de Volanges (Swoosie Kurtz), que está enamorada de su profesor de arpa, el caballero Raphaël Danceny (Keanu Reeves).
En este enredo de galantes "chischiveos", la marquesa le propone a su antiguo amante y ahora amigo, el vizconde de Valmont (John Malkovich), que desvirgue a Cécile para que no pueda casarse con honra con su amante y enemigo. Valmont, que es un libertino conocido, rechaza en un principio la petición, porque está en otra conquista, la de Madame de Tourvel (Michelle Pfeiffer), una dama casada y conocida por su moral católica. La marquesa de Merteuil le propone entonces un acuerdo: si hace que Madame de Tourvel caiga en sus brazos, ella será suya durante una noche. Para probarlo, deberá presentarle una carta de su nueva amante.
Valmont acepta el acuerdo y la petición de perder a la hija de Madame de Volanges. La tía de Valmont, la anciana Madame de Rosmonde (Mildred Natwick), lo invita a su casa de verano, donde coincide con Madame de Tourvel y con Cécile de Volanges. Tiene éxito con ambas mujeres. De Tourvel se enamora de Valmont, y él reconoce ante la marquesa de Merteuil que siente algo especial por ella, lo que despierta los celos de ésta. De Merteuil, aprovechando la desmedida soberbia de él, lo manipula para que deje a De Tourvel, lo que la hace enfermar y, finalmente, morir. Pero antes, el caballero Danceny, enamorado de Cécile de Volanges, mata en un duelo a Valmont. Este, agonizante, entrega a Danceny cartas que llevarán al ostracismo a la marquesa de Merteuil.

## Reparto
| Personaje                     | Actor original    | Actor de doblaje España | Actor de doblaje México original y redoblaje |
| ----------------------------- | ----------------- | ----------------------- | -------------------------------------------- |
| Marquesa Isabelle de Merteuil | Glenn Close       | María Massip            | Liza Willert Yolanda Vidal                   |
| Vizconde Sebastien de Valmont | John Malkovich    | Luis Pocar              | Juan Alfonso Carralero Sergio Gutiérrez Coto |
| Madame Marie de Tourvel       | Michelle Pfeiffer | María Antonia Rodriguez | Rebeca Manríquez Laura Ayala                 |
| Cécile de Volanges            | Uma Thurman       | Marta García            | Patricia Acevedo Gaby Ugarte                 |
| Raphaël Danceny               | Keanu Reeves      | José Luís Gil           | Sergio Morel                                 |
| Madame de Volanges            | Swoosie Kurtz     | Ana María Simón         |                                              |

## La adaptación
El británico Christopher Hampton se dedicó de lleno a la adaptación de la obra al cine; fue a los lugares donde está ambientada la película, al castillo de Vincennes entre otros lugares. El resultado fue una de las mejores películas de época de Hollywood. La historia está basada en la novela epistolar de Laclos, en la que éste presenta a la nobleza como aburrida, decadente y manipuladora. De hecho, el libro estuvo prohibido.
Adaptaciones anteriores de la obra han sido Las amistades peligrosas de Roger Vadim en el año 1959, con Jeanne Moreau, Gerard Philipe y Boris Vian y también Valmont, de Milos Forman, que se estrenó menos de un año después de Las amistades peligrosas, lo que ayudó a explicar su relativo fracaso. Valmont, protagonizada por Annette Bening y Colin Firth, tiene una estética más europea mientras que la de Frears es más americana. 
En los últimos años se ha hecho una versión renovada del clásico, pasando los episodios a la actualidad: Crueles intenciones, protagonizada por Sarah Michelle Gellar.

## Premios
El filme estuvo nominado a numerosos premios Óscar, mejor película, mejor actriz principal para Glenn Close, mejor actriz de reparto para Michelle Pfeiffer, mejor guion adaptado para Christopher Hampton, mejor diseño de vestuario para James Acheson y mejor dirección artística para Stuart Craig y Gerard James. Sólo ganó 3 Oscares: mejor guion adaptado, mejor diseño de vestuario y mejor dirección artística. Michelle Pfeiffer y Christopher Hampton ganaron los premios BAFTA a mejor actriz secundaria y a mejor guion adaptado respectivamente, aunque la película tenía 10 nominaciones.
Los Óscar del año 1989 fueron polémicos, pues Glenn Close, que estaba nominada al Oscar a la mejor actriz, perdió frente a Jodie Foster. También fue polémico que ni siquiera se nominara a John Malkovich, pues crítica y público estaban de acuerdo en que su interpretación era una de las mejores adaptaciones de un personaje escrito previamente.